# Giorgio Grigolli
Giorgio Grigolli (Mori, 21 dicembre 1927 – Trento, 8 novembre 2016) è stato un politico e giornalista italiano, presidente della provincia autonoma di Trento dal 1974 al 1979.

## Biografia
Ha studiato al liceo classico Giovanni Prati di Trento, dov'è stato compagno di classe di Beniamino Andreatta. Si è laureato in giurisprudenza all'Università di Bologna nel 1952. Nel 1952 è diventato redattore del quotidiano l'Adige. Dal 17 ottobre 1961 al 1º dicembre 1967 ne è stato vicedirettore responsabile.
Nel 1958 è diventato segretario provinciale della Democrazia Cristiana. Dal 1973 al 1993 ne è stato segretario regionale. È stato consigliere provinciale dal 1964 al 1983, per quattro legislature. Durante la quinta legislatura (dal 1965 al 1968) è stato capogruppo della DC.
Dal 13 marzo 1974 al 15 marzo 1979 è stato presidente della Giunta della provincia autonoma di Trento, per due diversi mandati.
Nel 1970 stato uno dei fondatori della Marcialonga. È stato prima vicepresidente (sotto Ito Del Favero) e poi presidente del Calcio Trento (tra la fine degli anni settanta e i primi anni novanta).
Il 29 aprile 2018, grazie alla proposta di mozione del Consigliere Comunale Devid Moranduzzo, approvata dal Consiglio Comunale di Trento qualche mese prima, durante l'intervallo della partita allo stadio Briamasco di Trento fra il Calcio Trento e l'Usd Dro Alto Garda, nonché alla presenza delle autorità locali e dei familiari di Giorgio Grigolli e Ito del Favero, venivano scoperte due targhe commemorative dedicate ai due storici Presidenti del Calcio Trento. La tribuna nord dello Stadio Briamasco veniva intitolata a Giorgio Grigolli, mentre la tribuna sud a Ito del Favero.

## Opere
- Viaggio nell'autonomia – Publilux, 1997.
- Luigi Carbonari: Il tribuno dell'altipiano – Stella Edizioni, 2002.
- Tullio Odorizzi:  La prima regione – Stella Edizioni, 2004.
- Flaminio Piccoli: La passione della politica – Stella Edizioni, 2004.
- Elsa Conci: La sposa della Dc – Stella Edizioni, 2005.

## Note

Giorgio Grigolli, Giovanni Spagnolli e Bruno Kessler